# Římskokatolická farnost – děkanství Chorušice
Římskokatolická farnost – děkanství Chorušice (lat. Choruschicium) je církevní správní jednotka sdružující římské katolíky na území obce Chorušice a v jejím okolí. Organizačně spadá do mladoboleslavského vikariátu, který je jedním z 10 vikariátů litoměřické diecéze. Centrem farnosti je kostel Nanebevzetí Panny Marie v Chorušicích.

## Historie farnosti
Datum založení farnosti není známo, nicméně jisté je, že fungovala krátce po třicetileté válce, protože od roku 1659 jsou zachovány matriky. Farní kostel Nanebevzetí Panny Marie byl v dnešní podobě vybudován v letech 1714–1716. V roce 1760 byla chorušická farnost povýšena na děkanství. Po II. světové válce byla většinou spravována z různých míst a od 1. května 2004 je spravována excurrendo z Nebužel.

### Duchovní správcové vedoucí farnost
Začátek působnosti jmenovaného v duchovní správě farnosti od:
- 1385   Petrus
- 1397   Joannes
- 1402   Petrus
- 1406   Nicolaus
- 1408   Petrus
- 1419   Wenceslaus
- 1716   Casparus Studnička, † 1721
- 1721   Mathias Adalbertus Fischer, † 1730
- 1730   Adamus Josephus Lipovský z Lipovic
- 1733   Thomas Kraus, † 1756
- 1756   Ioann. Adam Bäumel, † 4. 4. 1789
- 1789   Anton. Empf, † 15. 12. 1812
- 1812   eques Anton. de Furtenburg, n. 11. 10. 1756  Prag., o. 22. 12. 1781, † 5. 12. 1826
- 1826  Vojtěch Zuman, n. 15. 4. 1792 Bielens., o. 15. 10. 1814, † 5. 2. 1873
  - 1852–1856? Petr Strnad, kaplan, n. 2. 5. 1822 Boskov, o. 25. 7. 1846, † 25. 11. 1889
- 1874   Joann. Schaurek, n. 29. 5. 1820 Zásad,. o. 25. 7. 1844, † 26. 2. 1886
- 1886   Anton. Maucha, n. 18. 12. 1816 Nimburg, 29. 7. 1841, † 12. 1. 1901
- 1900   par. vacat, admin. interc. Josef Lusk
- 1901   Jan Staněk, n. 17. 6. 1845 Skála, o. 16. 7. 1874, † 28. 7. 1914
- 1914   par. vacat, admin. interc. Jan Chromý
- 1915   Jan Humpál, n. 3. 8. 1869 Kučeř, o. 16. 7. 1893, † 5. 8. 1926
- 1927   dec. vacat, admin. interc. Jan Šváb
- 1928   Pavel Mudroch, n. 10. 10. 1868 Bratronice, o. 30. 9. 1894
- 1. 1. 1946 Car. Liessler
- 1. 6.  1946   Antonín Mickel
- 1. 5.  1951   Sid. Zezula
- 1. 4.  1953   Josef Tržický
- 1. 6.  1953   Sid. Zezula
- 1. 12. 1980  Josef Petrucha
- 1. 7.  1990   Antonín Audy
- 1. 7.   2003  Jozef Piroh
- 1. 5. 2004 Leopold Paseka, admin. exc. z Nebužel[6]

Kromě kněží stojících v čele farnosti, působili ve farnosti v průběhu její historie i jiní kněží. Většinou pracovali jako farní vikáři, kaplani, katecheté, výpomocní duchovní aj.

## Území farnosti
Do farnosti náleží území obce:
- Choroušky
- Chorušice  (Choruschitz)[p 2]
- Mělnické Vtelno
- Zahájí u Chorušic

## Římskokatolické sakrální stavby a místa kultu na území farnosti
| | Fotografie     | Stavba                         | Místo           | Bohoslužby                      | Zeměpisné souřadnice                                                | Status                     | Číslo kulturní památky                       |
| Kostely a fara | Kostely a fara | Kostely a fara                 | Kostely a fara  | Kostely a fara                  | Kostely a fara                                                      | Kostely a fara             | Kostely a fara                               |
| --- | -------------- | ------------------------------ | --------------- | ------------------------------- | ------------------------------------------------------------------- | -------------------------- | -------------------------------------------- |
| 1. |                | Kostel Nanebevzetí Panny Marie | Chorušice       | bližší informace o bohoslužbách | náves 50°23′25″ s. š., 14°40′29″ v. d.                              | farní kostel               | 27195/2-1316 (Pk•MIS•Sez•Obr•WD) (Q18718618) |
| 2. |                | Kostel sv. Michaela archanděla | Mělnické Vtelno | bližší informace o bohoslužbách | náves 50°21′8″ s. š., 14°41′52″ v. d.                               | filiální kostel            | 38647/2-1354 (Pk•MIS•Sez•Obr•WD) (Q25455025) |
| 3. |                | Děkanství                      | Chorušice       | —                               | Chorušice 1 50°23′23″ s. š., 14°40′31″ v. d.                        | bývalé sídlo farního úřadu | 34143/2-1317 (Pk•MIS•Sez•Obr•WD) (Q31736051) |
| Kaple a drobné sakrální památky |                |                                |                 |                                 |                                                                     |                            |                                              |
| 4. |                | Výklenková kaplička            | Chorušice       | bohoslužby příležitostně        | náves 50°23′26″ s. š., 14°40′21″ v. d.                              | výklenková kaple           | 37131/2-1318 (Pk•MIS•Sez•Obr•WD) (Q37159666) |
| 5. |                | Venkovní kříž                  | Choroušky       | bohoslužby příležitostně        | náves 50°23′56″ s. š., 14°39′53″ v. d.                              | krucifix                   | —                                            |
| 6. |                | Zvonička a venkovní kříž       | Zahájí          | bohoslužby příležitostně        | náves 50°22′29″ s. š., 14°40′ v. d.                                 | zvonice a krucifix         | —                                            |
| Hřbitovy |                |                                |                 |                                 |                                                                     |                            |                                              |
| 7. |                | Hřbitov                        | Chorušice       | —                               | kolem kostela Nanebevzetí P. Marie 50°23′25″ s. š., 14°40′30″ v. d. | obecní hřbitov             | —                                            |
| 8. |                | Hřbitov                        | Mělnické Vtelno | —                               | východní část obce 50°21′5″ s. š., 14°42′12″ v. d.                  | obecní hřbitov s kaplí     | —                                            |
| Některé drobné sakrální stavby a pamětihodnosti lze dohledat zde v databázi Drobné sakrální památky Zaniklé sakrální stavby lze dohledat zde v databázi Poškozené a zničené kostely, kaple a synagogy v České republice |                |                                |                 |                                 |                                                                     |                            |                                              |

Ve farnosti se mohou nacházet i další drobné sakrální stavby, místa římskokatolického kultu a pamětihodnosti, které neobsahuje tato tabulka.